# 줄리오 체사레

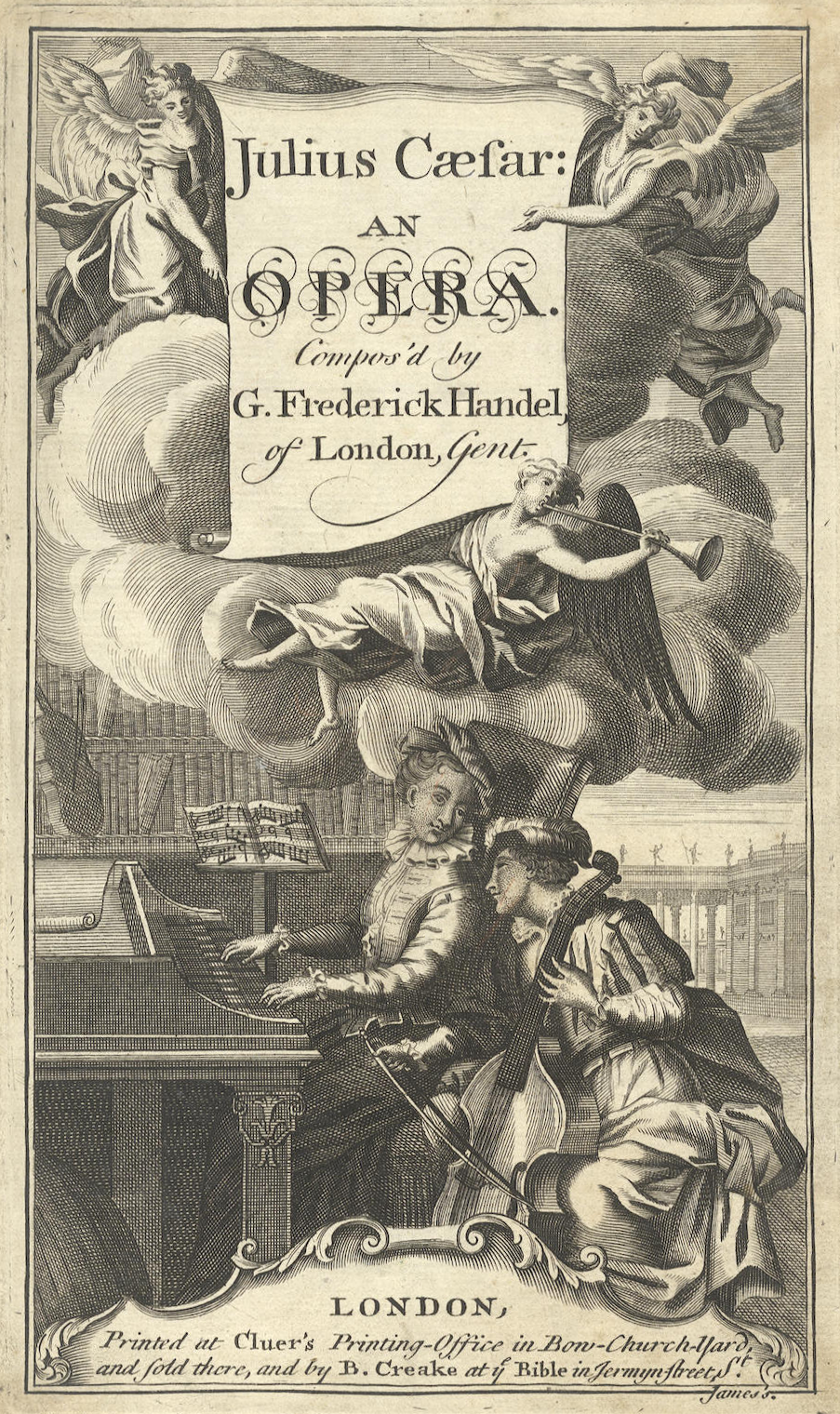

줄리오 체사레(이탈리아어: Giulio Cesare in Egitto, HWV 17, Julius Caesar in Egypt)는 게오르크 프리드리히 헨델이 작곡한 3막의 오페라 세리아이다. 니콜라 프란체스코 하임이 대본을 작성하였다. 첫 공연은 1724년 2월 20일 런던에서 이뤄진 후, 즉각적인 성공을 거뒀다. 헨델은 1725년, 1730년과 1732년에 수정하여 재상연하였다. 런던 뿐만 아니라 파리, 함부르크, 브라운슈바이크에서도 공연되었다. 체사레와 클레오파트라 역은 그 당시 유명 카스트라토인 세네시노와 유명 소프라노인 프란체스카 쿠조니에 의해 불렸다.
다른 헨델의 오페라 세리아 작품들처럼, 줄리오 체사레도 19세기까지는 망각되었다. 이 오페라는 다수에게 헨델의 가장 정제된 이탈리아어 오페라로 여겨졌으며, 오페라 세리아 역사상 최고의 작품으로 평가되었다. 이 작품은 뛰어난 성악곡과 극적인 효과, 솜씨 좋은 관현악적인 배열로 사랑받았다. 현재 줄리오 체사레는 오페라 상연 목록의 일부가 되었다.

## 등장인물

### 로마인
- 줄리오 체사레(Giulio Cesare): 알토 카스트라토
- 쿠리오(Curio): 사령관 - 베이스
- 코르넬리아(Cornelia): 폼페오의 부인 - 콘트랄토
- 세스토(Sesto): 폼페오의 아들 - 소프라노

### 이집트인
- 클레오파트라(Cleopatra): 이집트의 여왕 - 소프라노
- 톨로메오(Tolomeo): 클레오파트라의 남동생, 이집트의 왕 -알토 카스트라토
- 아킬라(Achilla): 톨로메오의 보좌관, 장군 - 베이스
- 니레노(Nireno): 이집트 왕과의 측근 - 알토 카스트라토

그 밖의 체사레의 군인들과 이집트 사람들

## 참고 서적
- 마법의 성 오페라 이야기 2 (허영한 저)